# روستوف کرملین
روستوف کرملین (انگلیسی: Rostov Kremlin) مجموعه معماری متشکل از چهار مجموعه است که در قرون ۱۶ و ۱۷ میلادی در روستوف، روسیه ساخته شده است.
این کرمُل در مرکز شهر روستوف قرار دارد. طبق هدف اصلی خود، این مجموعه محل اقامت مطران (اسقف اعظم) اسقف‌نشین روستوف بود. به گفته کارشناسان، این کرمُل یکی از مهم‌ترین و اصلی‌ترین آثار معماری در روسیه است.
مجموعه کرمُل از چهار بخش ویژه تشکیل شده است: حیاط مطران؛ حیاط کلیسای جامع؛ باغ مطران و حیاط اسطبل. قدیمی‌ترین بنای مجموعه، Rostov Assumption Cathedral (۱۵۰۸–۱۵۱۲) است. معماری تمام کلیساهای کرمُل تحت تأثیر این بنا قرار دارد. بیشتر بناهای کرمُل، با چند استثناء، در نیمه دوم قرن ۱۷ میلادی ساخته شده‌اند. نکته مهم این است که بخش اصلی مجموعه طبق یک طرح واحد ساخته شده است — که پدیده‌ای نادر در روسیه در آن زمان به‌شمار می‌رود. این ویژگی باعث ایجاد یکپارچگی بی‌نظیر معماری و هنری در کرمُل شد. همچنین به‌دلیل تلاش‌های متخصصان موزه، کرمُل آثار برجسته‌ای از نقاشی‌های دیواری روسی قرن ۱۷ را حفظ کرده است.

## تاریخ
اصلی‌ترین عنصر نمایان در مجموعه کرمُل، کلیسای مریم مقدس است که قدیمی‌ترین ساختمان در شهر می‌باشد. این کلیسا بین سال‌های ۱۵۰۸ تا ۱۵۱۲ بر روی محل کلیساهای سفیدسنگی پیشین از قرن‌های ۱۲ و ۱۳ ساخته شده است. حجم باشکوه کلیسا که با زاکومارهای قایقی‌شکل پوشانده شده، توسط یک ساختار پنج‌گنبدی قدرتمند تاج‌گذاری شده است. ساختار داخلی ساختمان با شش ستون از طریق پیلسترهایی که از بیرون به نماها کشیده شده‌اند، آشکار می‌شود.
بیشتر ساختمان‌های باقی‌مانده از کرمُل بسیار دیرتر از کلیسا ساخته شده‌اند، عمدتاً در دوره سلطنت مطران Jonas Sysoevitch (۱۶۵۲–۱۶۹۰) که تأثیر زیادی در شکل‌گیری نمای هنری این سازه‌ها داشت. بر اساس طرح او، در حدود سال ۱۶۸۲، یک ناقوس‌خانه در جنوب‌شرقی کلیسا ساخته شد. در همین زمان، استادان مسکو، فیلیپ و کیپریان آندریف دو ناقوس بزرگ برای ناقوس‌خانه ریخته‌گری کردند: «پولیلین» با وزن ۱۰۰۰ پود و «قوی» با وزن ۵۰۰ پود. بعدها، در سال ۱۶۸۸، استاد فلور ترنتیف یک ناقوس بزرگ به وزن ۲۰۰۰ پود به نام «سیسوی» ریخت که به یاد پدر مطران یونس ساخته شد. به‌ویژه برای این ناقوس یک ساختمان اضافی به‌صورت برج ساخته شد که به نما شمالی ناقوس‌خانه ملحق شد. این ساختمان مجموعه‌ای کامل از ۱۵ ناقوس اصلی را داراست.
ساخت بخش مرکزی مجموعه کرمُل با تشکیل حیاط اصلی آغاز شد که عمدتاً توسط ساختمان‌های مذهبی و اداری احاطه شده بود. یکی از نخستین ساختمان‌هایی که در دهه ۱۶۵۰–۱۶۶۰ ساخته شد، ساختمان دو طبقه دفتر قضایی بود که علاوه بر انجام وظایف قضایی، در بسیاری از موارد مرکز مدیریت عمومی دیوسه نیز محسوب می‌شد. در حدود سال ۱۶۷۰، کلیسای رستاخیز با دو برج دژگونه در نمای شمالی خود نزدیک به ساختمان دفتر قضایی ساخته شد. این مجموعه به‌عنوان ورودی اصلی به حیاط مطران — دروازه مقدس طراحی شده بود. ظاهر کلیسای رستاخیز نیز با ترکیب متضاد بالای خشن و تقریباً بدون تزئین معبد با قسمت پایین آن که با الگوهای آجری مختلف، کاشی‌های رنگارنگ و کیوتی نقاشی شده مزین است، چشمگیر است.
در طرف دیگر حیاط مرکزی، ساختمان بزرگ اتاق‌های مطران قرار دارد که تحت سلطنت مطران یونس در دهه ۱۶۵۰–اوایل ۱۶۷۰ ساخته شده است. از ابتدا، این ساختمان برای اقامت مطران و همچنین نگهداری خزانه او طراحی شده بود. بخشی از فضاها توسط خزانه‌داری اشغال شده بود که بر امور مالی دیوسه نظارت می‌کرد. تا پایان قرن ۱۷، این ساختمان دو طبقه باقی‌مانده بود، در قرن ۱۸ طبقه سوم به آن افزوده شد و در پایان همان قرن، دکور جدیدی در سبک کلاسیسیسم به آن اضافه گردید. اکنون فقط کمربند تزئینی که مختص نیمه دوم قرن ۱۷ است و پنجره‌های باریک طبقه اول که توسط مرمت‌گران در دهه ۱۹۲۰ بازسازی شده‌اند، از ظاهر قدیمی ساختمان یادآوری می‌کنند.

## میراث جهانی پیشنهادی
از سال ۱۹۹۸، کرمُل روسُتوف در فهرست موقت میراث جهانی قرار دارد.